# Affaires Sean Combs
Le texte peut changer fréquemment, n’est peut-être pas à jour et peut manquer de recul. 
Le titre et la description de l'acte concerné reposent sur la qualification juridique retenue lors de la rédaction de l'article et peuvent évoluer en même temps que celle-ci.
Le rappeur américain Sean Combs (également connu sous les noms de Diddy, Puff Daddy et P. Diddy) a fait face à des accusations répétées d’inconduite sexuelle pour des incidents datant de 1991 à 2023. Il a été poursuivi en justice pour au moins 10 poursuites civiles liées à des abus et à des comportements sexuels inappropriés, et a également fait l’objet d’accusations de viol, d’agression sexuelle facilitée par la drogue, aussi appelée soumission chimique, d’abus sexuel sur enfant et de harcèlement sexuel. Il a plaidé non coupable de toutes ses accusations criminelles fédérales de 2024.
En 1990, une femme l’a accusé, ainsi que le chanteur de R&B Aaron Hall, de l'avoir ainsi qu'une copine agressée sexuellement. Entre novembre et décembre 2023, Sean Combs a été accusé d’inconduite sexuelle par quatre femmes, dont son ancienne petite amie Cassie Ventura, qui a affirmé qu’elle avait été violée, traquée et agressée physiquement par Combs à plusieurs reprises au cours d’une période de dix ans. Au cours des mois suivants, de nombreuses plaintes civiles ont été déposées par des plaignants qui alléguaient avoir été victimes d’abus sexuels par Combs entre 1991 et 2009, et beaucoup plus sont en phase de planification en octobre 2024. Il a été accusé d’agression sexuelle par son ancien producteur Rodney Jones en février 2024 et, en septembre de la même année, il a été inculpé au niveau fédéral pour trafic sexuel, racket et transport pour se livrer à la prostitution,.
Le 1er octobre 2024, le Washington Post a annoncé qu’une équipe d’avocats allait intenter jusqu’à 120 poursuites supplémentaires, couvrant des agressions qui ont eu lieu au cours des années 2000 et 2010. Les demandeurs, dont 25 mineurs, sont à la fois des hommes et des femmes. La moitié des victimes présumées disent avoir signalé l’agression à la police, à un médecin ou au FBI. Certains prétendent avoir été drogués ou se sont vu offrir de l’argent pour le silence. D’autres accusés potentiels que Combs doivent également être nommés dans les procès.

## Poursuites civiles

### Plaintes déposées

#### Cindy Rueda
En mai 2017, Cindy Rueda, ancienne chef personnel de Combs, intente une poursuite contre lui devant la Cour supérieure du comté de Los Angeles, alléguant, entre autres, le harcèlement sexuel et les représailles. La poursuite est réglée pour un montant non divulgué en février 2019.

#### Cassie Ventura

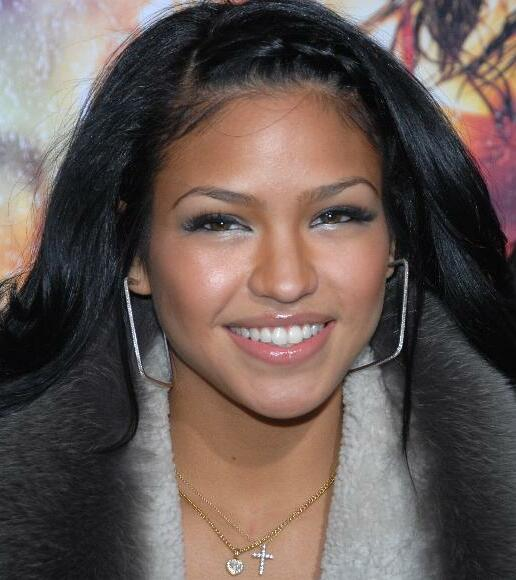
Cassie Ventura en 2008.

Cassie Ventura, avec qui Combs a eu une relation à long terme, intente un procès contre lui le 16 novembre 2023, l’accusant de viol, de trafic sexuel et de violence physique. La poursuite suggère également que Combs est responsable de l’explosion de la voiture de Ventura, alors petite amie de Kid Cudi. Combs et Ventura concluent un règlement secret le lendemain, et la poursuite est rejetée. Le 17 mai 2024, CNN publie des images de surveillance montrant Combs agressant physiquement Ventura à l’hôtel InterContinental de Century City, Los Angeles, le 5 mars 2016. Cet incident fait partie des allégations formulées dans le cadre de la poursuite. Le 19 mai 2024, Combs publie une vidéo d’excuses sur Instagram et Facebook, déclarant être "vraiment désolé" et que ses actions étaient "inexcusables". L’assaut de Ventura par Combs est stoppé par le personnel de l’hôtel, après quoi Combs aurait tenté de soudoyer le personnel, selon un acte d’accusation fédéral en septembre 2024.

#### Liza Gardner
Le 23 novembre 2023, deux autres poursuites sont engagées. Liza Gardner allègue que Combs et Aaron Hall de Guy l’ont agressée sexuellement en 1990,.

#### Joi Dickerson-Neal
Le 23 novembre 2023, Joi Dickerson-Neal allègue qu’en 1991, Combs l’a droguée et agressée sexuellement et partagé la vidéo de son agression sexuelle.

#### Lil Rod
Le 26 février 2024, le producteur Lil Rod, avec qui il a travaillé à son dernier album, dépose plainte contre Sean Combs pour harcèlement sexuel et agression sexuelle.
Le 4 mars 2024, le producteur de musique Lil Rod, qui poursuivait déjà Combs pour agression sexuelle, a intenté une action en justice contre Diddy et son fils, alléguant qu'ils s'étaient livrés à une dissimulation « massive » de leur implication dans une fusillade lors d'un « camp d'écrivains et de producteurs » qui s'est tenu au Chalice Recording Studio de Diddy Combs à Los Angeles en septembre 2022,.
Le 25 mars 2024, Brendan Paul, ancien basketteur de l'Université de Syracuse et associé de Diddy, a été arrêté à l'aéroport Opa Locka du comté de Miami-Dade, en Floride, pour deux accusations de possession de cocaïne et de substances contrôlées ; il a été libéré le lendemain après avoir déposé une caution de 2 500 $. Lil Rod a accusé Brendan Paul d'être le « mulet de la drogue » de Diddy Combs dans des documents judiciaires,.
Le 27 mars 2024, des documents obtenus par USA Today indiquaient que Lil Rod, qui avait modifié son procès le 26 mars, accusait Diddy d'avoir payé pour garder des travailleuses du sexe. L'acteur Cuba Gooding Jr. a également été désigné comme co-accusé. Le prince Harry et d'autres personnalités célèbres étaient impliqués dans le procès comme étant associés à Diddy pour attirer des invités à ses soirées, mais n'ont été accusés d'aucun acte répréhensible.

#### Crystal McKinney
En mai 2024, une autre poursuite intentée par le mannequin Crystal McKinney accuse Combs de l’avoir agressée sexuellement en 2003.

#### April Lampros
Le 23 mai 2024, April Lampros poursuit Combs devant un tribunal de l’État de New York pour coups et blessures, agression sexuelle et mauvaise conduite causant une détresse émotionnelle entre 1994 et 2000.

#### Derrick Lee Cardello-Smith
Le 10 juin 2024, Derrick Lee Cardello-Smith intente une poursuite dans le comté de Lenawee, au Michigan, alléguant que Combs l’avait agressé sexuellement à une fête en 1997. En raison de l’absence de Combs devant les tribunaux le 9 septembre, Cardello-Smith se voit accorder un jugement par défaut de 100 millions de dollars et une ordonnance restrictive temporaire empêchant Combs de vendre des actifs. Les deux ont été annulés le 18 septembre par le même juge, qui a invoqué un service inadéquat.

#### Adria English
Le 3 juillet 2024, Diddy a été poursuivi en justice par l'ancienne actrice porno Adria English, affirmant qu'il l'avait fait victime de trafic sexuel en la forçant à se prostituer avec des invités à ses « soirées blanches ».

#### Dawn Richard
Le 10 septembre 2024, Making the Band’s Dawn Richard intente une poursuite contre Combs pour trafic sexuel, agression sexuelle, violence sexuelle, emprisonnement illégal et plus encore. Dans sa plainte, Richard confirme également être témoin des allégations faites dans le procès de Ventura.

#### Thalia Graves
Le 24 septembre 2024, Thalia Graves intente une poursuite contre Combs en alléguant qu’il l’avait droguée avec son chef de la sécurité, qu’il l’avait ligotée et violée en 2001 alors qu’elle avait 25 ans, et que le crime avait été enregistré.

#### Plaintes déposées par Tony Buzbee
Le 1er octobre 2024, le Washington Post rapporte qu’une équipe d’avocats va intenter jusqu’à 120 poursuites supplémentaires, couvrant des agressions qui ont eu lieu au cours des années 2000 et 2010. Les demandeurs, dont 25 sont mineurs au moment des incidents allégués, sont de sexe masculin et féminin. Tony Buzbee, l’un des avocats de l’équipe, déclare que la plupart des agressions présumées ont eu lieu dans l’état de New York. La moitié des victimes présumées disent avoir signalé l’agression à la police, à un médecin ou au FBI. Certains prétendent avoir été drogués ou se sont vu offrir de l’argent pour le silence. Des accusés potentiels autres que Combs doivent également être nommés dans les procès : "Les noms que nous allons nommer, en supposant que nos enquêteurs confirment et corroborent ce que nous avons dit, sont des noms qui vous choqueront", a déclaré Buzbee lors d’une conférence de presse à Houston. "Je parle ici non seulement des spectateurs lâches mais complice, c’est-à-dire les personnes que nous connaissons ont vu ce comportement se produire et n’ont rien fait. Et je parle des gens qui ont participé, encouragé, encouragé. Ils savent qui ils sont." Andrew Van Arsdale du groupe AVA Law, qui travaille avec Buzbee, déclare qu’ils avaient entendu quelque 3 000 personnes faire des allégations d’abus contre Combs et que l’équipe examine actuellement 100 autres cas potentiels. Erica Wolff, membre de l’équipe juridique de Combs, déclare à la BBC que Combs "attend avec impatience de prouver son innocence et de se réfuter devant le tribunal, où la vérité sera établie sur la base de preuves, pas de spéculations".
Le 9 décembre 2024,l'avocat Tony Buzbee dévoile via le journal NBC News dévoile que Jay-Z et Sean Combs ont été accusés dans le cadre d'un procès civil d'avoir violé une jeune fille de 13 ans lors d'une after-party des MTV Video Music Awards 2000 (en). Jay-Z a nié les allégations et les a décrites une tentative de chantage. Une enquête de NBC rapporte des incohérences dans le témoignage de la plaignante, que celle-ci qualifie d'« erreurs » tout en mettant en cause sa version des faits. En février 2025, la plainte contre Jay-Z est abandonné.

#### Anna Kane
Le 30 septembre 2024, dans une poursuite déposée dans le district sud de New York, une inconnue allègue qu’à l’adolescence, elle a été transportée par avion de Detroit à New York par Harve Pierre (en), alors président de Bad Boy Records. Pendant son séjour à New York, elle affirme avoir été violée par un groupe dans un studio d’enregistrement par Combs, Pierre et un troisième agresseur,.
Le 11 décembre, Anna Kane (ex femme de Evander Kane) révèle que c'est elle qui a porté plainte contre Sean Combs.

#### Plaintes déposées sous John Doe
Le 27 septembre, un mannequin de Floride dépose une plainte en tant que Jane Doe alléguant que Combs l'avait droguée, agressée sexuellement et qu’il l'avait mise enceinte. Bien qu’elle ait fait une fausse couche, elle affirme que la petite amie de Combs, la rappeuse Yung Miami, avait exercé des pressions sur elle pour qu'elle avorte,.

### Liste des personnalités mises en cause

#### Plaintes en cours
Liste établie d'après les plaintes à l'affaire Diddy :
- Sean Combs : Sean Combs organise les soirées (plainte déposée contre Sean Combs par plusieurs personnes)
- Aaron Hall : Aaron Hall aurait agressé 2 femmes (plainte déposée par 2 femmes le 24 novembre 2023)[33],[34].
- Cuba Gooding Jr. : Cuba Gooding Jr. aurait agressé Rodney Jones (plaintes déposée par Rodney Jones le 26 mars 2024)[35],[36].
- Harve Pierre (en) : Harve Pierre aurait eu des relations sexuelles non consenties (plainte déposée le 6 décembre 2024 par une inconnue) [29].
- Yung Miami : Yung Miami aurait fait pression pour qu'une mannequin avorte (plainte déposée le 27 septembre 2024 par une mannequin nommé John Doe dans la plainte)[31],[32].

#### Plaintes terminées
- Jay-Z : Jay-Z aurait violé une enfant de 13 ans (plainte déposée par l'avocat Tony Buzbee le 9 décembre 2024)[26]. En février 2025, la plainte contre Jay-Z est abandonnée[28].

## Perquisitions et poursuites pénales
Le 25 mars 2024, le département de la Sécurité intérieure effectue une descente dans les propriétés de Combs à Los Angeles, New York et Miami en utilisant un mandat de perquisition du district sud de New York dans le cadre d’une enquête en cours non spécifiée. Les agents fédéraux confisquent des ordinateurs et d’autres appareils électroniques.
Selon le Miami Herald, des agents fédéraux interrogent Combs à l’aéroport d’Opa-Locka le 25 mars. Les agents saisissent plusieurs appareils électroniques avant de lui permettre de partir pour ses vacances prévues à Antigua-et-Barbuda,.
Combs est arrêté par des enquêteurs de la Sécurité intérieure américaine à Manhattan le 16 septembre 2024, après qu’un grand jury l’a inculpé,. Il est accusé de trafic sexuel et d’extorsion. Combs plaide non coupable lors de sa première comparution devant un tribunal fédéral à Manhattan le 17 septembre 2024. Au cours de cette comparution, la juge de première instance des États-Unis, Robyn Tarnofsky, refuse la mise en liberté sous caution de Combs et ordonne son maintien en détention fédérale. Le 18 septembre, un deuxième juge, Andrew L. Carter Jr. (en), refuse la mise en liberté sous caution en raison de préoccupations concernant des menaces et des actes d’intimidation contre des témoins potentiels, malgré l’offre de 50 millions de dollars de caution faite par ses avocats. Combs est incarcéré au Centre de détention métropolitain de Brooklyn, une institution connue pour ses plaintes pour insalubrité et sa violence.

### Le procès de Sean Combs
Le 5 mai 2025, le procès de Sean Combs a commencé avec le début de la sélection du jury,. Le 12 mai 2025, le jury est complet le procès commence.
La défense de P. Diddy, constituée de sept avocats, soutient que les plaignants participaient de leur plein gré à ces soirées sexuelles.
La procureure dépeint “la face cachée” de P. Diddy, “un homme qui dirige une entreprise criminelle”. Elle a affirmé que le rappeur et homme d'affaires battait “brutalement” son ancienne petite amie, la chanteuse Casandra “Cassie” Ventura, et qu’il menaçait de diffuser des vidéos d’elle participant sous sa contrainte à des marathons sexuels avec des travailleurs du sexe. 
Le 2 juillet 2025, Sean Combs est reconnu partiellement coupable par un jury. Il est acquitté des accusations les plus graves de trafic sexuel et d'association de malfaiteurs, qui lui faisaient risquer la prison à vie, mais est déclaré coupable de transport de personnes à des fins de prostitution. 

#### Témoignage de Cassie Ventura
Cassie Ventura est la petite amie de Sean Combs de 2007 à 2018.
Cassie affirme qu'elle était contrainte de prendre de l'ectasie, du GHB et d'autre drogue sous ordre de P.Diddy et que les marathons sexuels pouvaientt durer jusqu'a 3 jours, elle affirme que DIddy la battait si elle ne faisait pas ce qu'il souhaitait. Elle affirme qu'elle était devenue accro aux opiacé.
Cassie témoigne d'une altercation avec Sean Combs dans l'une de ses maisons à Los Angeles. Au cours de cet incident, D-Roc, l'un de ses agents de sécurité, a informé Combs que Suge Knight, un rival de longue date dans l'industrie musicale, se trouvait dans un restaurant de la ville. Combs et le garde du corps, vêtus de noir, ont pris des armes dans un coffre-fort et les ont chargées dans un SUV, a-t-elle ajouté. « Je pleurais. Je criais : "S'il vous plaît, ne faites rien de stupide" », a témoigné Cassie. « J'étais vraiment nerveuse pour eux. Je ne savais pas ce qu'ils allaient faire. » Elle a ajouté : « C'était comme si je n'étais même pas là. » Cassie a déclaré que Diddy était revenu plus tard, mais elle n'a pas précisé s'il lui avait raconté ce qui s'était passé. On ignore s'il a finalement vu Knight au restaurant,.
Cassie Ventura a déclaré qu'en 2011, alors qu'elle était chez elle dans le Connecticut pendant les fêtes de fin d'année, elle avait mis fin à sa relation avec Scott Mescudi (Kid Cudi), après que Sean Combs les a menacés. Cassie a raconté que Combs lui avait dit que lorsqu'elle serait à l'étranger, « la voiture de Scott exploserait ».
Cassie Ventura a témoigné avoir envoyé un SMS au chef de cabinet de DIddy au sujet d'un incident au cours duquel il aurait suspendu quelqu'un au-dessus d'un balcon. Cassie a reconnu avoir entendu parler de DIddy ayant prétendument suspendu Bana Bongolan au-dessus d'un balcon après les faits, mais a tout de même contacté une personne de l'entourage proche de DIddy. « J'ai envoyé un SMS disant… que d'autres choses étranges s'étaient produites », a déclaré Cassie au tribunal, ajoutant qu'elle ne se souvenait plus du nom de la personne à qui elle avait envoyé le SMS. « J'ai vu ce que j'ai vu, donc je ne sais pas. ».

#### Témoignage de Dawn RIchard
Dawn Richard est une ancienne chanteuse produite par DIddy de 2005 à 2011.
Dawn Richard témoigne d'une altercation entre Cassie et Diddy, il a tenté de frapper Cassie avec une poêle pleine d’œufs, sous prétexte qu’il ne trouvait pas son petit-déjeuner. Cassie, terrorisée, s'est mise en position fœtale au sol, pendant que DIddy lui mettait des coups de pieds. Après qu'elle ait vu cette scène, Diddy a enfermé Dawn Richard et une autre membre du groupe de Danity Kane, puis le lendemain elles ont reçu des fleurs de la part de Diddy.
Dawn Richards dit que DIddy se faisait livrer des stupéfiant par un dealer nommé One Stop, elle affirme aussi avoir vu des armes chez Diddy.
Elle a affirme avoir reçu des menaces de mort de la part de Diddy. Dawn a dit qu'elle avait rien dit car Diddy et Harve Pierre (en) lui mettait une pression.

#### Témoignage de Kerry Morgan
Kerry Morgan est l'ancienne meilleure amie de Cassie Ventura.
Kerry Morgan a dit qu'elle avait été appelée à la barre car elle a reçu une assignation à comparaitre de la part du gouvernement.
Kerry affirme avoir été témoin dans deux lieux différents de violence de Diddy envers Cassie, à Los Angeles et en Jamaïque. Une fois, Kerry a vue Diddy frapper Cassie et a demandé à Ruben (garde du corps de Diddy) de faire quelque chose et il a répondu "non".
Kerry Morgan a raconté l'agression qu'elle a subie de la part de Sean. Cassie était dans la salle de bain et Kerry a déclaré qu'elle se trouvait dans le salon à ce moment-là. « Il s'est approché de moi par derrière, m'a étranglée, a laissé des traces de doigts sur mon cou et m'a frappée à la tête avec un cintre en bois », a déclaré Kerry au tribunal. « Cassie était dans la salle de bain. J'ai été touchée derrière l'oreille droite. » Kerry a ajouté que Combs parlait de la tromperie de Cassie et qu'elle avait pris ses affaires personnelles avant de partir. Elle a déclaré s'être rendue aux urgences pour une commotion cérébrale, soulignant avoir été prise de vertiges et avoir « vomi à plusieurs reprises ». Elle a engagé un avocat, mais n'a pas porté plainte, a déclaré Kerry, recevant 30 000 dollars de Sean et affirmant avoir signé un accord de confidentialité. « Nous n'avons pas parlé depuis », a déclaré Kerry. « La dernière fois que j'ai parlé à Sean, c'était le soir de l'agression, et la dernière fois que j'ai vu Cassie, c'était lorsque j'ai signé l'accord de confidentialité. ».
Kerry Morgan a raconté que Cassie Ventura était peut-être jalouse de Kim Porter, Combs était également jaloux de la relation de Cassie avec l'acteur Michael B. Jordan. Cassie a déclaré au tribunal la semaine dernière qu'elle et Combs avaient rompu alors qu'elle était en Afrique du Sud pour quelques semaines de tournage, et qu'il la soupçonnait d'avoir une liaison avec Michael B. Jordan. Kerry Morgan a affirmé la même chose lors du contre-interrogatoire d'aujourd'hui. « Je me souviens qu'elle parlait à Michael B. Jordan et qu'ils passaient du temps ensemble », a déclaré Morgan. « Et il en était jaloux. ».

#### Témoignage de David James
David James était l'assistant personnel de Diddy de 2007 à 2009.
David James a révélé qu'il témoignait dans le cadre d'un accord avec les procureurs. David James a déclaré avoir signé un accord juridique qui protège généralement les témoins de toute poursuite pour leurs déclarations à la barre.
David James a témoigné que Combs était entouré d'agents de sécurité, tous armés légalement. Il a précisé que le chef de la sécurité, Oncle Paulie, portait un couteau à cran d'arrêt.
David James se souvient de sa première rencontre avec Cassie Ventura alors qu'il était l'assistant personnel de Sean. C'était à Miami, lorsque Sean avait loué un yacht pour tenter de l'impressionner, raconte David. Alors qu'ils fumaient des cigarettes, Cassie lui a lancé : « Cet endroit est fou. » Quand David lui a demandé pourquoi elle ne partait pas si elle trouvait cela fou, Cassie lui a répondu qu'elle ne pouvait pas. « Il contrôle ma carrière, paie mon argent de poche et mon loyer », a-t-elle déclaré. David a également témoigné avoir entendu Sean parler de Cassie à une amie lors d'un voyage en voiture à Los Angeles, la décrivant à la fois comme sa « reine » et comme une personne « très malléable ».
David James a déclaré aux jurés que Sean Combs ne voyageait pas léger et qu'il avait une longue liste d'articles à emporter dans ses bagages. Il transportait régulièrement dans un sac Louis Vuitton 10 000 dollars en espèces, « et parfois bien plus », a déclaré James. La trousse de secours de Sean contenait 25 à 30 flacons de pilules non divulgués, ainsi que de l'Advil, du Tylenol, du Viagra, des « pilules pour augmenter la numération des spermatozoïdes » et des diurétiques, a précisé James. Il a ajouté plus tard que du Percocet et de l'ecstasy se trouvaient dans la trousse et qu'il avait vu Sean Combs les prendre. Le témoin a également déclaré qu'on lui avait demandé d'acheter de l'huile pour bébé, de l'Astroglide et des préservatifs en espèces pour ses voyages afin que Combs puisse le rembourser personnellement, sans tenir compte des comptes de l'entreprise.
David James a déclaré au tribunal que, lors de sa première année chez Sean Combs, de l'argent avait disparu et que Sean avait fait appel à un ancien agent du FBI spécialisé dans les polygraphes pour l'interroger. « C'était très intimidant », a déclaré James. « Je n'avais jamais passé de détecteur de mensonges auparavant.» Il a ajouté que la deuxième fois qu'il avait passé un détecteur de mensonges, c'était après la disparition d'une montre. James a également témoigné que les agents de sécurité de Combs avaient fouillé ses vêtements et ses tiroirs lorsqu'un bracelet Cartier avait disparu.
David s'est souvenu d'une fois où il avait consommé de l'ecstasy lors d'une soirée du Nouvel An, et Sean Combs aurait conservé une vidéo de David dansant à la soirée. « OK, je la garderai si j'en ai besoin », a déclaré David, citant son patron de l'époque. « Il pensait que ce serait gênant pour moi.».
David a déclaré avoir été « sous le choc » après avoir constaté la volonté de l'équipe de Sean de s'emparer d'armes et d'affronter Suge Knight dans un restaurant de Los Angeles en 2008. Le témoin se souvient d'un incident survenu alors que l'équipe prenait un en-cas tardif au Mel's Drive-In. D-Roc, le confident de Sean Combs, a aperçu le directeur de Death Row Records et lui a lancé : « C'est vraiment Suge Knight, fils de pute.» James a raconté que l'équipe de Sean avait retrouvé le magnat de la musique chez lui et qu'il s'était armé de trois armes de poing pour aller éventuellement affronter Knight. Cet incident, a témoigné James, est ce qui l'a poussé à démissionner.
David James a témoigné d'une altercation qui a dégénéré entre lui et le chef de Combs, après laquelle Combs a dit à James qu'« on ne peut pas toucher une femme ». James a déclaré au tribunal qu'il se trouvait à Miami, dans la cuisine de Combs, lorsque le chef lui a expliqué comment faire son travail. L'ancienne assistante a admis lui avoir attrapé les poignets et lui avoir dit de « rester dans son couloir ». « M. Combs en a entendu parler et m'a convoqué dans son bureau », a déclaré James. « Je lui ai raconté ce qui s'était passé et il m'a dit : “On ne peut pas toucher une femme.” » C'est l'une des deux fois où Combs a prévenu James qu'il risquait d'être licencié, a témoigné James. L'autre fois, c'était parce que James avait fumé de la marijuana, a-t-il précisé.
Combs ne s'entendait pas toujours avec son ancien chef personnel, Jourdan Atkinson, a déclaré James. Après une altercation physique entre Combs et Atkinson à Alpine, dans le New Jersey, Combs a demandé à James de dénoncer Atkinson à la police, a déclaré James. « Il m'a demandé de signaler à la police que le chef Jourdan l'avait frappé en premier », a témoigné James. « Je n'ai pas porté plainte pour éviter de faire une fausse déclaration. Je suis allé le voir et je suis revenu lui dire que c'était moi qui avais fait la plainte. ». 

#### Témoignage de Regina Ventura
Regina Ventura est la mère de Cassie.
Les procureurs ont réexaminé un courriel envoyé par Cassie à sa mère, Regina Ventura, en décembre 2011, dans lequel Combs menaçait de diffuser des vidéos explicites de Cassie après avoir appris qu'elle sortait avec Kid Cudi. « J'étais physiquement malade », a déclaré Ventura. « Je ne comprenais pas, la sex tape m'a déstabilisée. Il essayait de faire du mal à ma fille. » Elle a témoigné que Combs réclamait 20 000 dollars pour la vidéo. Ventura a déclaré que Combs était « en colère » d'avoir dépensé de l'argent pour Cassie alors qu'elle était avec quelqu'un d'autre. « Nous avons contracté un prêt immobilier et c'était le seul moyen d'obtenir l'argent », a-t-elle déclaré.
Regina Ventura a déclaré avoir pris des photos de sa fille Cassie, meurtrie, fin 2011 afin de documenter les coups présumés infligés par Sean Combs.

#### Témoignage de Sharay Hayes
Sharay Hayes travaille comme strip-teaseur et se fait appeler « The Punisher », Sharay a expliqué qu'il avait reçu le surnom de « The Punisher » à l'adolescence en raison de ses prouesses sur les terrains de basket.
Sharay Hayes a déclaré avoir été appelé dans une suite d'hôtel de la Trump Tower à l'automne 2012 et avoir été accueilli à la porte par Cassie Ventura « portant un peignoir, rien en dessous et une perruque ». On lui a remis un « sac d'argent » contenant 800 $, Cassie lui ayant demandé de « créer une scène sexy où elle et moi nous appliquions de l'huile pour bébé l'un sur l'autre et de créer une ambiance sexy où son mari viendrait », a déclaré le témoin. « Elle m'a dit de ne pas reconnaître son mari, d'essayer de ne pas le regarder et de ne pas communiquer », a ajouté Hayes. Elle l'a remerciée et on lui a remis de l'argent, que Sharay a compté dans l'ascenseur et a réalisé que c'était 1 200 dollars », a déclaré Sharay.
Sharay Hayes estime avoir joué pour le couple entre huit et une douzaine de fois au total. Il a déclaré qu'il a jamais eu l'impression que Cassie Ventura était mal à l'aise, a-t-il témoigné.
La procureure Meredith Foster a interrogé Sharay Hayes sur la seule fois où Ventura semblait s'amuser, mais a également interrogé Hayes sur les autres moments où elle semblait grimacer et soupirer. Foster a demandé si Ventura était concentrée sur Combs. Hayes a déclaré qu'il y avait une conscience constante de Combs, de sa perception et de ses désirs du moment.

#### Témoignage de Gerard Gannon
Gerard Gannon travaille pour le département des enquêtes de la sécurité intérieure et était responsable de la planification générale du raid contre le domicile de Combs à Star Island, à Miami.
Certaines armes à feu saisies à Combs par des agents fédéraux à Miami avaient leurs numéros de série effacés, ce qui complique la tâche des autorités pour retracer l'historique d'une arme, a déclaré un agent fédéral. Le gouvernement a présenté des photos des biens saisis à l'agent spécial Gerard Gannon. Les procureurs ont également montré à Gannon des photos d'armes, de balles et de chargeurs, ainsi que d'objets à caractère sexuel.
Dans un placard se trouvait également un sac Gucci contenant des résidus blancs, testés positifs à la cocaïne et à la kétamine. Ce sac contenait également des sachets plus petits de pilules de différentes couleurs, dont certaines estampillées du symbole Tesla, testées positives à la MDMA et au Xanax. Une substance semblable à du cristal de roche et des pilules contenant l'ingrédient principal des champignons hallucinogènes ont été découvertes au domicile des Sean Combs à Miami, a indiqué le Gerard Gannon. La substance semblable à du cristal de roche a été découverte à l'intérieur d'une boîte en bois marquée « Puffy ». Dans la salle de bains principale, les enquêteurs ont également découvert un sachet en plastique contenant des pilules qui se sont révélées positives à l'ingrédient principal des champignons hallucinogènes.
Les autorités ont également découvert une poubelle contenant 25 bouteilles d'huile pour bébé, 31 bouteilles de lubrifiant Astroglide et un canard en caoutchouc dans un placard situé dans un couloir entre la chambre principale et le dressing de la maison de Diddy à Miami.
Dans la maison d'hôtes de la propriété de Diddy à Miami, une arme de poing de calibre 45 a été retrouvée dans une valise rouge à l'entrée du poste de garde.

#### Témoignage de Dawn Hughes
Dawn Hughes, psychologue clinicienne et médico-légale.
Les victimes de violences conjugales restent souvent avec leur agresseur, car elles ont le sentiment qu'il n'y a pas d'autre solution, a déclaré Dawn Hughes. Ces victimes qui persistent dans ces relations toxiques se répartissent généralement en trois catégories : elles se sentent piégées, ressentent encore un lien avec leur agresseur et estiment que quitter la relation est bien trop complexe, a témoigné la psychologue. Les abus sexuels peuvent être source de honte et d'humiliation, ce qui amène les victimes à craindre de garder ce préjudice privé, ce qui les dissuade de chercher à mettre un terme à une relation difficile, a-t-elle ajouté,.
Les victimes d'abus tardent parfois à révéler ce qu'elles ont vécu, craignant des conséquences telles que la honte ou le manque de confiance, explique Hughes. C'est pourquoi les abus sont généralement d'abord révélés à un ami très proche ou à un proche, qui, selon elle, sera perçu par les victimes comme l'oreille la plus confiante. Le traumatisme lui-même peut également affecter la mémoire de la victime, explique Hughes. Les anciens combattants, les victimes d'abus sexuels dans l'enfance et d'autres personnes ont tendance à ne pas se souvenir des détails exacts, le stress réduisant leur attention,.

#### Témoignage de George Kaplan
George Kaplan est un ancien assistant de Sean Combs, il a été appelé à la barre par le gouvernement contre immunité.
George Kaplan a témoigné que l'une de ses tâches consistait à nettoyer les chambres d'hôtel de Sean Combs, précisant que les photos du désordre à la sortie pouvaient être embarrassantes et vendues à la presse people. L'ancien assistant a déclaré que les chambres étaient souvent jonchées de bouteilles d'alcool et d'huile pour bébé après le séjour de Sean Combs, et qu'il avait même trouvé une fois de la poudre blanche près d'un évier. Le témoin a également déclaré que remplir la trousse de médicaments de Sean Combs était toujours un long défi, car il fallait toujours y mettre divers comprimés, dont de l'Advil, du Tylenol et de la kétamine.
George Kaplan se souvient avoir un jour accepté une livraison de MDMA pour Combs à Miami.
George Kaplan, ancien assistant de Combs, a déclaré aujourd'hui au tribunal avoir été témoin d'une altercation physique entre Combs et Cassie en 2015, lors d'un vol en avion privé à destination de Las Vegas. Kaplan a témoigné qu'il était assis à une table dans l'avion et qu'il avait entendu du verre se briser derrière lui. Il a ensuite vu Combs debout au-dessus de Cassie, un verre de whisky à la main, allongée sur le dos, les jambes écartées, essayant de créer de l'espace. Il a entendu une bagarre tandis que Cassie criait : « Personne ne voit ça ? » avant d'entendre d'autres éclats de verre, a témoigné Kaplan. George Kaplan a déclaré qu'il n'avait que 23 ans à l'époque, a-t-il déclaré au tribunal, et que la sécurité n'était pas intervenue. Il a déclaré que Combs était monté s'asseoir dans la cabine de l'avion, mais avait demandé à Cassie de rester à l'arrière, où se trouvait la chambre derrière une cloison.
George a déclaré avoir dû un jour quitter précipitamment le domicile de Combs pour acheter des produits de santé et de beauté afin de masquer de vilaines ecchymoses sur le visage de Ventura. George Kaplan s'est souvenu de l'incident survenu à Los Angeles en 2015, lorsqu'il a déclaré avoir vu Cassie visiblement bouleversée, avec des ecchymoses sous le sourcil droit. Cela a incité Combs à lui ordonner de se procurer des lotions et autres remèdes en vente libre pour masquer la décoloration, a déclaré Kaplan aux jurés. George a déclaré se souvenir précisément d'avoir acheté de l'hamamélis.
George déclare avoir vu une altercation à Miami entre Combs et une femme nommée Gina. Kaplan a témoigné avoir vu Combs, furieux, lancer trois pommes sur Gina alors qu'elle tentait de se protéger. George Kaplan a déclaré avoir entendu une agitation plus tard dans la nuit, accompagnée de cris, après qu'il a affirmé avoir donné une trousse de médicaments à Combs. D'autres ont témoigné que Combs avait une trousse de médicaments Louis Vuitton remplie de drogues illicites. L'ancien assistant a déclaré avoir démissionné en septembre 2015, mais avoir invoqué à Combs la raison de la maladie de son père, atteint d'un cancer. Combs s'est montré très courtois à l'époque, a-t-il déclaré au tribunal, ajoutant qu'il avait dû compartimenter son expérience professionnelle chez Combs.

#### Témoignage de Scott Mescudi
Scott Mescudi est un rappeur connu sous le nom de scène Kid Cudi. Il eut une brève relation avec l'ex-petite amie de Combs, Cassie, en décembre 2011.
Scott Mescudi déclare que Cassie avait des problèmes avec Combs à l'époque et à sa connaissance, le couple ne sortait pas ensemble lorsque Cassie et Kid Cudi se sont mis ensemble. 
Kid Cudi a témoigné avoir reçu un appel de Cassie en décembre 2011, l'informant que Combs avait découvert le couple et qu'elle lui avait demandé de venir la chercher. Elle était nerveuse et a confié à Kid Cudi que Combs était violent, a-t-il déclaré. Une fois Cassie avec lui, a déclaré Kid Cudi au tribunal, il l'a emmenée au Sunset Marquis pour la mettre en sécurité et l'éloigner de Combs. À un moment donné, a-t-il dit, il a reçu un appel l'informant que Combs et un associé se trouvaient au domicile de Kid Cudi. Cudi a déclaré que l'appel avait été passé par Capricorn Clark, l'employée de Combs à ce moment-là, et que Cassie était avec elle sur haut-parleur.
Kid Cudi s'est souvenu de sa colère lorsque Combs s'est apparemment introduit chez lui à Hollywood Hills. Kid Cudi a déclaré que Combs était remarquablement calme lorsqu'il l'a appelé pour le confronter. Il a dit : "Quoi de neuf ?" et j'ai dit : "Putain, t'es chez moi ?" Il a répondu : "Je t'attends ici", a témoigné Kid Cudi. Il a déclaré au tribunal qu'il voulait se battre avec Combs, mais s'est rappelé qu'il ignorait qui il pouvait bien avoir avec lui.
La voiture de Kid Cudi a pris feu dans son allée un jour de 2012, alors que Cudi disait se trouver à environ 45 minutes de chez lui. Le rappeur a témoigné que son dog sitter l'avait appelé pour lui raconter ce qui se passait et qu'il s'était précipité chez lui. Un ami lui avait envoyé des photos montrant le toit de sa Porsche ouvert où un cocktail Molotov avait été jeté, a déclaré Kid Cudi.
Le rappeur a répondu qu'il avait contacté Combs car il savait qu'il était impliqué dans l'incendie. Kid Cudi se souvient avoir pensé que Combs ressemblait à un méchant de bande dessinée peu après que la voiture du témoin eut été incendiée lors d'une attaque qu'il imputait à l'accusé. Ils ont convenu de se voir dans la salle de réunion d'un hôtel de Los Angeles et Combs était déjà présent à l'arrivée de Kid Cudi, a déclaré le témoin. Sean Combs regardait calmement par la fenêtre, les mains derrière le dos, ressemblant à un « super-vilain de Marvel », a déclaré Kid Cudi. À la fin de la rencontre, a-t-il dit, il a serré la main de Combs et lui a demandé ce qu'ils comptaient faire de sa voiture. Sean Combs a répondu à Kid Cudi qu'il n'avait aucune idée de ce dont il parlait, a témoigné le rappeur. Sean Combs a ensuite demandé s'ils étaient d'accord, a déclaré Kid Cudi au tribunal, mais Cudi a répondu que Combs avait brûlé sa voiture. Quelques années après la rencontre, a témoigné Kid Cudi, Sean Combs lui a présenté des excuses générales pour le passé.

#### Témoignage de Mylah Morales
Mylah Morales est une maquilleuse mentionnée par Cassie Ventura dans son témoignage.
La maquilleuse a déclaré au tribunal qu'elle était restée faire une sieste sur le canapé de la chambre d'hôtel de Cassie Ventura à Beverly Hills cette nuit-là et qu'elle s'était réveillée plus tard dans une agitation. Mylah Morales a témoigné que Ventura était entrée et s'était rendue directement dans la chambre, Combs derrière elle. Le couple a fermé la porte de la chambre et Mylah Morales a déclaré avoir entendu des cris et des hurlements avant que Combs ne quitte l'hôtel. Elle n'a pas été témoin de la scène, mais a déclaré que Ventura avait un œil gonflé, une lèvre éclatée et des nœuds sur la tête après l'incident. Morales a témoigné que Ventura était restée avec elle quelques jours après l'incident et qu'un ami médecin était venu voir la chanteuse, qui avait refusé de se rendre aux urgences. Craignant pour sa vie, Morales a déclaré ne pas avoir appelé la police. Elle et Ventura se sont revus à quelques reprises après cette nuit-là, mais n'ont jamais reconnu l'incident, a-t-elle déclaré.

#### Témoignage de Frederick Zemmour
Frederick Zemmour est le directeur de l'hôtel L'Ermitage à Beverly Hills.
Il a déclaré au tribunal que Sean Combs séjournerait sous un pseudonyme. Parmi les notes figurant sur son profil d'hôtel figuraient des mentions selon lesquelles Combs avait utilisé des quantités excessives d'huile et renversé de la cire de bougie partout. La chambre a dû être signalée comme étant hors d'usage après le départ de Combs pour un nettoyage en profondeur, a témoigné Frederick, et des frais supplémentaires de 500 $ ont été facturés pour les dommages.

#### Témoignage de Capricorn Clark
Capricorn Clark a déclaré avoir débuté chez Bad Boy Records en 2004 et avoir travaillé pour Combs jusqu'en 2020. Elle a également été directrice artistique de Cassie Ventura jusqu'en 2018.
L'ancienne employée de Combs a raconté avoir craint pour sa vie après qu'il l'a menacée de mort alors qu'elle parlait de Suge Knight. Capricorn Clark, Combs et son oncle Paulie, le responsable de la sécurité, se promenaient dans Central Park à New York lorsque Combs a évoqué Knight. Clark a décrit le calme avec lequel Combs a exprimé sa colère en apprenant qu'elle avait travaillé pour le baron de Death Row Records.
Selon Clark, l'accusé aurait un jour proféré une vague menace concernant 50 Cent. Après la conférence de presse de Combs et 50 Cent pour MTV, l'accusé aurait confié à son manager qu'il avait un problème avec le rappeur, de son vrai nom Curtis Jackson, a déclaré Clark. Sean Combs a ponctué la conversation par : « J'aime les armes », a déclaré Capricorn Clark.
Elle a témoigné que Combs l'avait chargée d'apporter les bijoux à l'aéroport de Teterboro, mais qu'elle ne s'était rendu compte de leur disparition qu'à l'aéroport. Capricorn Clark a déclaré au tribunal qu'elle avait été conduite dans un bureau qu'elle ne reconnaissait pas à New York après avoir été interrogée pendant des heures à ce sujet. Un homme corpulent au sixième étage de l'immeuble lui a dit qu'elle était là pour passer un test au détecteur de mensonges et que si elle échouait, il la jetterait dans l'East River, a-t-elle déclaré. Le premier test n'ayant pas été concluant, l'homme qui lui avait administré le polygraphe l'a de nouveau menacée de la jeter dans l'East River, a déclaré Clark. Elle a été ramenée chez elle et contrainte de rentrer le lendemain, affirmant que la sécurité de Combs lui avait dit qu'elle ne pourrait pas partir tant qu'elle n'aurait pas été disculpée. Elle a passé cinq jours à passer le test, a-t-elle déclaré. Elle ne voulait pas passer les tests, mais elle voulait surmonter cette épreuve et prouver son innocence.
Capricorn Clark perdait ses cheveux et dormait à peine à cause du stress permanent de son travail chez Combs, a déclaré l'ancienne assistante. Pour un salaire de 55 000 $, Clark a déclaré qu'elle travaillait régulièrement de 7 h à 4 h du matin, effectuant toutes sortes de tâches, des recherches au nettoyage à sec et à la nourriture. Capricorn a même déclaré avoir souffert d'alopécie liée au stress, terme clinique désignant la perte de cheveux, en raison des exigences incessantes de son patron.
Capricorn Clark a déclaré, que Sean Combs avait également besoin de perfusions intraveineuses pour lui et Cassie, qui selon Capricorn Clark  contenaient un produit similaire à des suppléments de sérotonine et les aideraient à se remettre de leur consommation de drogue.
Capricorn Clark se souvient d'une interaction avec Combs en 2010, chez lui à Los Angeles, où il lui avait demandé pourquoi elle n'avait pas de petit ami. C'est alors que Combs a fait venir sa petite amie Cassie Ventura dans la pièce et lui a demandé de s'asseoir, de se lever et de se retourner sur commande, a déclaré Clark. Combs aurait ensuite ajouté : « Vous, les salopes, vous ne voulez pas faire ça, et c'est pour ça que vous n'avez pas d'homme».
Capricorn Clark a déclaré au tribunal que si Combs se procurait généralement de la drogue lui-même, il lui arrivait parfois d'être sollicitée pour lui. Elle a ajouté que Combs lui avait un jour demandé de lui procurer de la cocaïne alors qu'ils se trouvaient dans le sud de la France en 2006. Il lui avait également demandé de se procurer des médicaments sur ordonnance en son nom et qu'il les paierait, a ajouté Clark.
Capricorn Clark se souvient d'un incident survenu en 2006 au domicile de Combs à Miami, où il l'a bousculée violemment en disant « Si vous détestez cet endroit, sortez de chez moi».
Le téléphone jetable que Cassie Ventura a utilisé pour contacter Scott Mescudi, alias Kid Cudi, a été acheté à la demande de Clark, a-t-elle déclaré au tribunal. Elle a raconté qu'un jour, elle avait pris Cassie et que celle-ci avait proposé à Kid Cudi de les rejoindre, ce que Clark trouvait être une mauvaise idée. Clark a témoigné qu'elle craignait que Cassie lui envoie des SMS sur un téléphone payé par Combs et que ce n'était pas une bonne idée. Clark a emmené Cassie chez Best Buy pour acheter un nouveau téléphone, car elle craignait qu'elle « nous fasse tous tuer ».
Capricorn Clark se souvient du matin du 22 décembre 2011, lorsque Combs a frappé à la porte de son appartement, son patron furieux annonçant qu'ils allaient affronter le rappeur Kid Cudi, de son vrai nom Scott Mescudi. Clark a déclaré que Combs était visiblement furieux, son pantalon déchiré à l'entrejambe, tandis qu'il faisait les cent pas avec une arme à feu. « Il a juste dit : "Habille-toi, on va tuer Mescudi" », a témoigné Clark. « Il avait l'arme à la main». Clark a déclaré au tribunal qu'elle était assise dans une voiture au domicile de Kid Cudi lorsque Combs a accédé à la porte principale de la propriété du rappeur. Elle a appelé Cassie Ventura depuis la voiture et lui a dit que Combs était venu chez Cudi pour tuer le rappeur, a témoigné Clark. Elle a ajouté que Combs était revenu à la voiture et avait demandé à voir son téléphone, appelant le dernier numéro de l'historique des appels. Clark a déclaré que Combs lui avait ordonné d'appeler Cassie pour l'informer qu'il la détenait et qu'il ne la laisserait pas partir tant que Cassie ne serait pas arrivée. Cassie a calmement accepté, a témoigné Clark, et Clark est allé la chercher. Ils sont retournés ensemble au domicile de Combs, où Combs leur aurait dit de ne pas parler à la police et les aurait exhortés à convaincre Cudi de ne pas révéler son implication.
Capricorn Clark a déclaré au tribunal qu'après avoir appelé Cassie Ventura pour l'informer que Combs s'était introduit chez Kid Cudi, ce dernier est monté dans la voiture et a quitté le domicile. Ils s'éloignaient du domicile lorsque Combs a aperçu Kid Cudi roulant dans l'autre sens, a déclaré Clark. Combs a poursuivi Kid Cudi dans le véhicule jusqu'à ce qu'il entende des sirènes se dirigeant vers le domicile de Kid Cudi. Clark a alors déclaré au tribunal que Combs s'était ressaisi et avait conduit jusqu'à un club de Sunset Boulevard.
Combs a frappé et roué de coups de pied à plusieurs reprises Cassie Ventura, alors qu'il ne portait qu'un peignoir et des sous-vêtements, après son arrivée à son domicile après le cambriolage de Kid Cudi, a témoigné Clark en larmes. Clark a déclaré au tribunal que Combs l'avait attaquée « de toutes ses forces », frappant son ex-petite amie à plusieurs reprises, tandis qu'elle se recroquevillait de plus en plus en position fœtale. Cassie pleurait doucement sous les coups de pied répétés de Combs dans le dos. Clark a déclaré que Combs lui avait dit que si elle intervenait, il l'attaquerait ensuite. Elle a ajouté que personne dans l'équipe de sécurité de Combs n'était intervenu pour mettre fin à l'agression. Capricorn Clark a déclaré n'avoir eu d'autre choix que d'appeler Regina Ventura. Clark se souvient avoir dit à l'aînée Ventura : « Il tabasse votre fille. Je suis dépassée. Aidez-la, s'il vous plaît. Je ne peux pas appeler la police, mais vous, vous pouvez».
Capricorn Clark a admis n'avoir pas aidé les enquêteurs des pompiers de Los Angeles dans leur enquête sur l'incendie de la voiture de Kid Cudi. Lorsqu'un représentant du LAFD l'a appelée à l'été 2012, Clark a raccroché au nez de l'enquêteur et n'a jamais rappelé. Clark a déclaré qu'elle ne voulait tout simplement plus « avoir affaire à ça ».
Capricorn Clark a déclaré que Sean Combs était en colère et bouleversé, voulant savoir quand Clark avait appris l'existence du couple et pourquoi elle ne lui en avait pas parlé, a témoigné Clark. Combs lui a dit : « Je devrais vous tuer, bande de cons », a déclaré Clark. Sean Combs a licencié Clark, a-t-elle déclaré, parce qu'elle ne l'aurait pas informé de la relation de Cassie Ventura avec Kid Cudi. « J'ai tout perdu », a déclaré Clark, énumérant une liste d'avantages sociaux tels qu'une assurance maladie et un plan d'épargne retraite. Clark a déclaré que Combs lui avait donné un préavis de 30 jours en 2012 : « Il a dit que je ne travaillerais plus jamais, que tous ces gens n'étaient pas mes amis et qu'il me forcerait à me suicider».
Capricorn Clark a témoigné qu'elle n'avait eu d'autre choix que de retourner travailler pour Combs et même de lui demander pardon, car il détenait « tout le pouvoir », « Je veux juste travailler et subvenir aux besoins de mon fils».

#### Témoignage de Mia
Mia est une ancienne assistante de Sean Combs. Elle accuse Sean Combs d'agression sexuelle,.
Mia affirme avoir été témoin de fréquents actes de violence infligés par Combs à Cassie Ventura lorsqu'elle était son assistante et a déclaré que les sanctions pour tout acte commis sans la permission de Combs étaient « imprévisibles et terrifiantes ».
Mia a déclaré qu'elle avait engagé un avocat spécialisé en droit du travail pour négocier ses indemnités de licenciement. Après neuf mois d'échanges, elle a finalement empoché 400 000 dollars, dont 200 000 dollars, ses avocats prenant le reste, a-t-elle témoigné, ajoutant qu'elle souffre désormais de syndrome de stress post-traumatique (SSPT) à la suite de cette expérience.

#### Témoignage de Sylvia Oken
Sylvia Oken est directrice régionale des ventes et du marketing du Beverly Hills Hotel.
Sylvia Oken déclare que certains séjours de Combs s'accompagnaient de frais supplémentaires : 500 $ pour « dégâts causés par l'huile », 300 $ pour le nettoyage des rideaux. Sean s'enregistrait souvent sous un pseudonyme : « Frank Black ». Sylvia a confirmé que Cassie Ventura figurait sur la même réservation, autorisée à facturer quoi que ce soit à la chambre.

#### Témoignage de Eddy Garcia
Eddy Garcia, responsable de la sécurité de l'hôtel de Los Angeles où Combs a été filmé en train d'agresser Casandra Ventura, en 2016.
Eddy Garcia, Sean Combs à payé 100 000 dollars pour supprimer la vidéo de lui agressant Casandra Ventura dans un hôtel de Los Angeles en 2016. Eddy a déclaré que l'argent était arrivé dans un sac en papier brun et qu'il avait signé un accord de non-divulgation sans le lire.

#### Témoignage de Derek Ferguson
Derek Ferguson, ancien directeur financier de Combs Enterprises, de 1998 à 2017.
Les procureurs ont présenté des relevés financiers d'un compte bancaire de Combs, dont un virement de 20 000 dollars effectué par le père de Ventura le 23 décembre 2011, pour que Sean Combs ne publie pas une vidéo compromettante de Cassie Ventura.

#### Document utilisé par le gouvernement lors du procès

##### Rapport de police sur un Incident à Alpine
L'incident s'est produit à Alpine, dans le New Jersey, selon David James, mais la date n'a pas été précisée. Les enregistrements des appels au 911 à l'ancienne résidence de Sean Combs à Alpine, obtenus par NBC News, montrent que la police a été appelée le 22 mars 2008 pour un problème avec le chef cuisinier personnel de Combs. On ignore s'il s'agit du même incident auquel James faisait référence lorsqu'il n'a pas porté plainte. Un homme nommé David James a déclaré à la police que la chef avait été licenciée et qu'elle était repartie bouleversée, mais a « affirmé qu'elle n'avait pas proféré de menaces », selon le rapport. La police a informé Combs et James qu'il s'agissait d'une affaire civile. « M. Combs était satisfait et souhaitait simplement que cela soit consigné au dossier en raison de sa célébrité », indique le rapport.

## Réactions de l’industrie et des entreprises
Le 24 novembre 2023, Macy’s a annoncé qu’ils retiraient tous les vêtements Sean John de leurs magasins et boutiques en ligne, mettant ainsi fin à leur partenariat avec Combs. Quatre jours plus tard, Combs démissionne de son poste de président de Revolt TV. Tsuri, Nuudii System, Fulaba et House of Takura mettent tous fin à leurs affiliations avec l’entreprise de commerce électronique de Combs, Empower Global,,.
Hulu annule la production d’une série de téléréalité qui était centrée sur Combs et sa famille. Un porte-parole de la société mère de Hulu, The Walt Disney Company, déclare que "le spectacle était dans les étapes naissantes et n’est pas actuellement en production". Le 23 décembre 2023, l’Académie de la Musique décide de "réévaluer" l’invitation de Combs à la 66e cérémonie annuelle des Grammy Awards, le 4 février 2024. Il est nommé pour le prix du meilleur album R&B progressif pour Love Album: Off the Grid, mais n’assiste pas à la cérémonie,.
Lors d’une performance en live en novembre 2023, Kesha change la première phrase des paroles de son hit 2009 Tik Tok" de "se réveiller le matin comme P. Diddy" à "se réveiller le matin comme : j'emmerde P.Diddy". Lors d’une performance de Coachella avec Reneé Rapp en avril 2024, Kesha change la phrase pour "se réveiller le matin comme P. Diddy". Elle déclare également dans des interviews qu’elle prévoit de jouer en permanence la version Coachella des paroles à l’avenir, et a encourage les fans à apprendre cette version de la chanson pour chanter aux concerts.
En avril 2024, les chiffres de diffusion radio et de diffusion en continu de Combs diminuent respectivement de 88% et 51,8%. En mai 2024, la personnalité radiophonique australienne Stav Davidson et Sussan Ley, chef adjoint de l’opposition australienne, appellent à un boycott ou à une interdiction permanente de la musique de Combs sur les services de diffusion en continu et à la radio. La marque de conditionnement physique Peloton Interactive retire la musique de Combs de ses cours et listes de lecture, après avoir annoncé qu’elle allait « mettre en pause » l’utilisation de cette musique.
Le 7 juin 2024, l’Université Howard  révoque le doctorat honorifique de Combs, rend également son don de 1 million de dollars et résilie son contrat de gage. Neuf jours plus tard, le maire de New York Eric Adams annonce l’annulation de la clé de la ville de Combs, qui lui a été attribuée en septembre 2023. Le 28 juin 2024, les bureaux du procureur de district du comté de Miami-Dade Katherine Fernandez Rundle révoquent la journée de Sean "Diddy" Combs, un jour férié à l’échelle de la ville à Miami Beach, en Floride.
Les stations de radio du monde entier commencent à modifier des chansons pour supprimer les références à Combs et à ses noms de scène, y compris ceux de SiriusXM, iHeartMedia, et d’autres. Cependant, certaines stations d’Audacy continuent de jouer ses chansons en septembre 2024.
Le 19 septembre 2024, lorsque Maren Morris interprète sa chanson Rich au festival de musique Bourbon & Beyond, elle retire la référence à Diddy de la phrase « Me and Diddy drippin' diamonds like Marilyn » de la chanson et la remplace par une référence à Dolly Parton, à la suite de son arrestation récente,.
Le 28 septembre 2024, lors d’un concert des Jonas Brothers au LDLC Arena, lorsque Joe Jonas interprète la chanson de DNCE Cake by the Ocean, il change la phrase « Walk for me, baby / I’ll be Diddy, you’ll be Naomi » pour « Walk for me, baby / I’ll be watching you be Naomi ». Les changements surviennent alors que Combs est arrêté et accusé de racket et de trafic sexuel par la force,,.
En septembre également, Netflix annonce le développement d’une mini-série télévisée documentaire sur les allégations, intitulée Diddy Do It, qui serait produite par 50 Cent, qui déclare que les produits du projet seraient destinés aux victimes d’agression sexuelle et de viol,.